# 兰斯伯格陨石坑
兰斯伯格陨石坑（Lansberg）是位于月球正面岛海中的一座撞击坑，约形成于38.5-38亿年前的早雨海世，其名称取自荷兰天文学家菲利普·范·兰斯贝格（1561年-1632年），1935年被国际天文学联合会正式接受。

## 描述

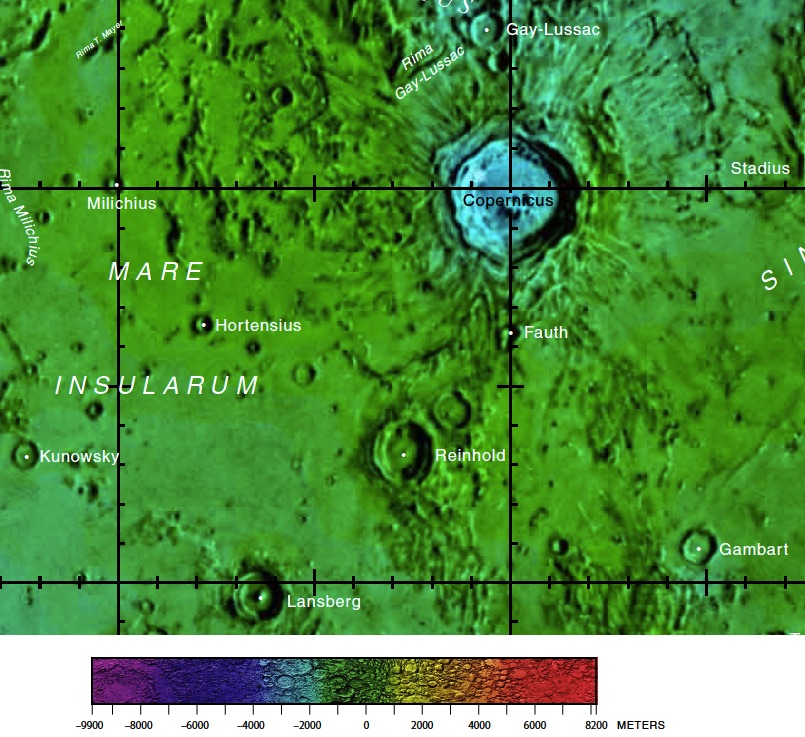
兰斯伯格陨石坑的周边，月球正面区域图。

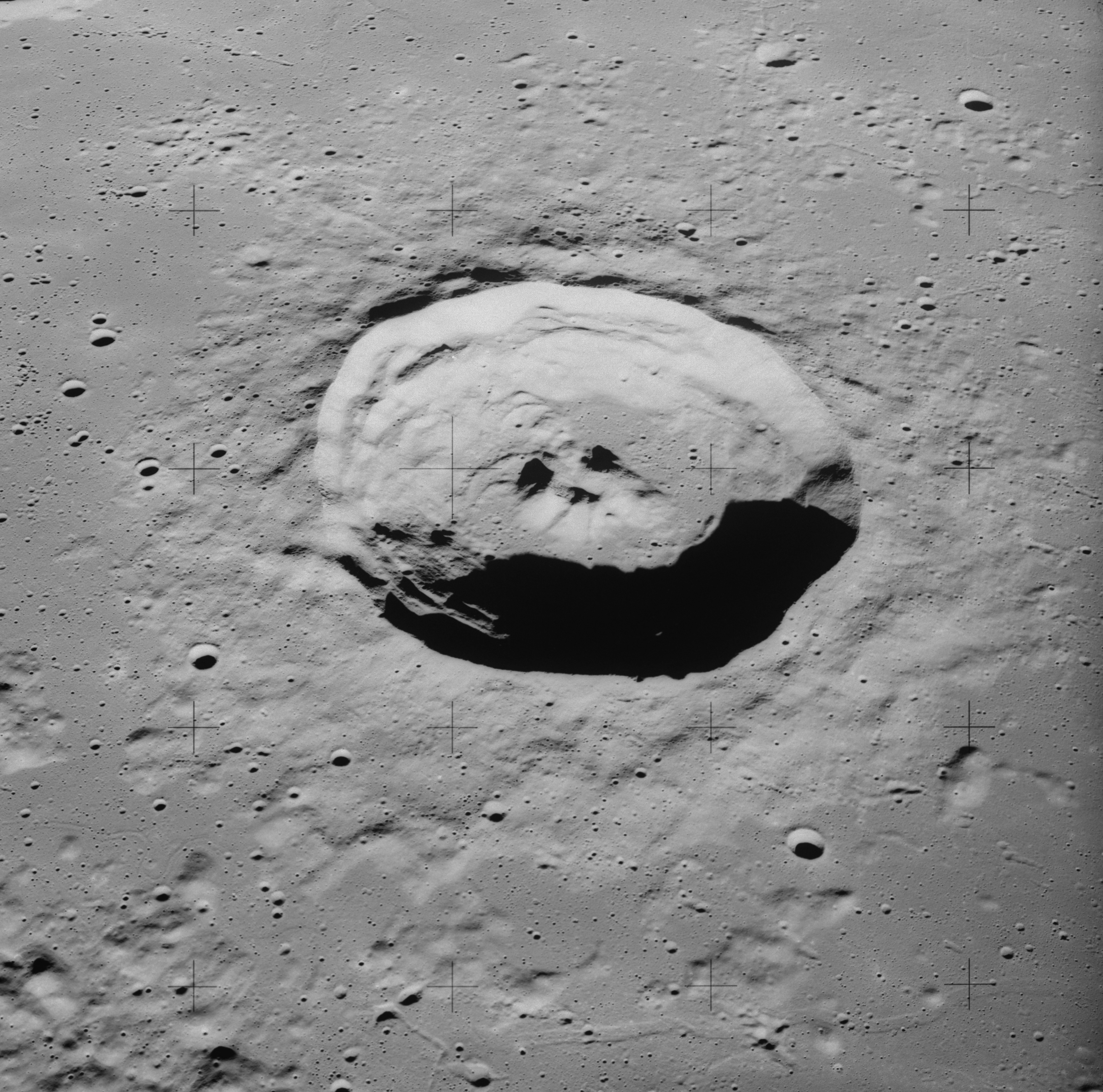
阿波罗14号拍摄的西向斜视图

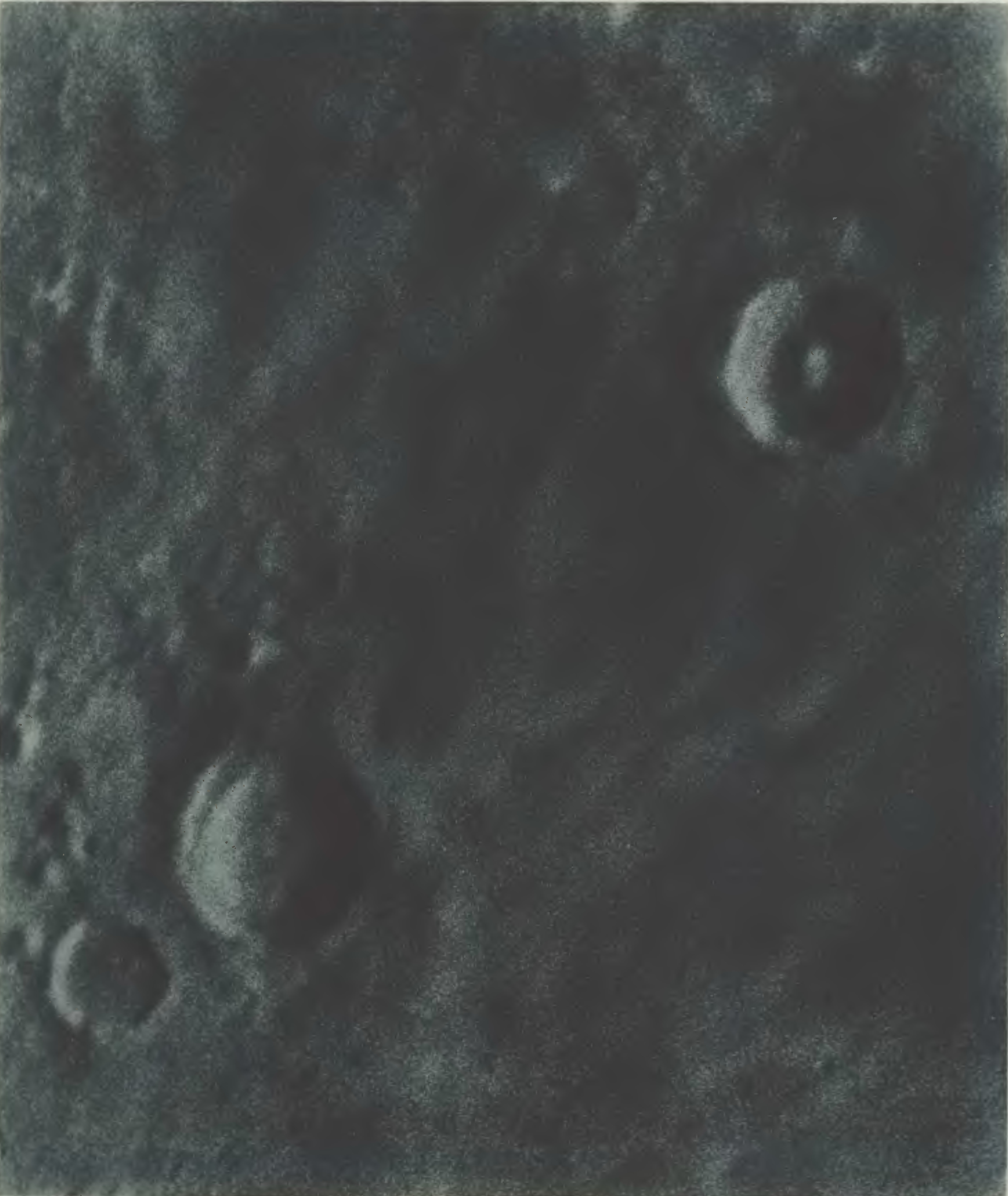
魏内克的月球图集（1899年），兰斯伯格陨石坑位于图中右上方。

该陨坑的北部坐落在月球赤道上，西北和东北分别毗邻较小的库诺夫斯基陨石坑和更大的赖因霍尔德陨石坑，碗状的欧几里得陨石坑位于它的西南偏南，它的西侧靠近风暴洋，而南面则横亘了呈西南偏南-东北偏北走向的里菲山脉和知海。该陨坑中心月面坐标为0°18′S 26°36′W / 0.3°S 26.6°W，直径38.75公里，深约2.17公里。
兰斯伯格陨石坑外观形状大体圆形，但边缘轮廓参差不齐，由于形成年代不长，几乎没有受到明显的侵蚀磨损。其塌落的壁顶形成了一圈尖峭的坑沿，环内侧壁分布有突出的阶坡结构。它的坑壁最大高出周边地形1020米，内部容积约有1110.41立方千米。
除西南部较崎岖外，坑底表面大体平坦，中心附近坐落了一群由含85-90%斜长石的辉长-苏长-橄长斜长岩（GNTA1）和含80-85%斜长石的辉长-苏长-橄长斜长岩（GNTA2）以及辉长苏长岩((AGN) )构成的大中央峰，但坑内没有较醒目的撞击坑。
环陨坑周边的月表上显示有一些来自哥白尼环形山的射纹束，陨坑南面分布有一道有些类似直壁的皱岭或月溪。

## 陨坑截面图
该图显示了陨石坑不同方向上的截面部位，纵向坐标轴（Y轴）单位为英尺，右上方图显示的比例尺为米。

## 卫星陨石坑
按惯例，最靠近兰斯伯格陨石坑的卫星坑将在月图上以字母标注在该坑的旁边。
| 兰斯伯格 | 月面坐标                        | 直径, 公里 |
| -------- | ------------------------------- | ---------- |
| A        | 0°11′N 31°09′W / 0.18°N 31.15°W | 8.0        |
| B        | 2°29′S 28°08′W / 2.49°S 28.14°W | 9.0        |
| C        | 1°28′S 29°13′W / 1.47°S 29.21°W | 17.9       |
| D        | 3°01′S 30°38′W / 3.01°S 30.64°W | 10.5       |
| E        | 1°50′S 30°21′W / 1.84°S 30.35°W | 5.0        |
| F        | 2°11′S 30°47′W / 2.19°S 30.78°W | 8.3        |
| G        | 0°38′S 29°29′W / 0.64°S 29.48°W | 9.5        |
| L        | 3°34′S 26°25′W / 3.56°S 26.41°W | 4.1        |
| N        | 1°55′S 26°26′W / 1.91°S 26.44°W | 3.5        |
| P        | 2°22′S 23°02′W / 2.36°S 23.03°W | 2.4        |
| X        | 1°12′N 27°52′W / 1.2°N 27.87°W  | 3.0        |
| Y        | 0°42′N 28°11′W / 0.7°N 28.19°W  | 3.6        |

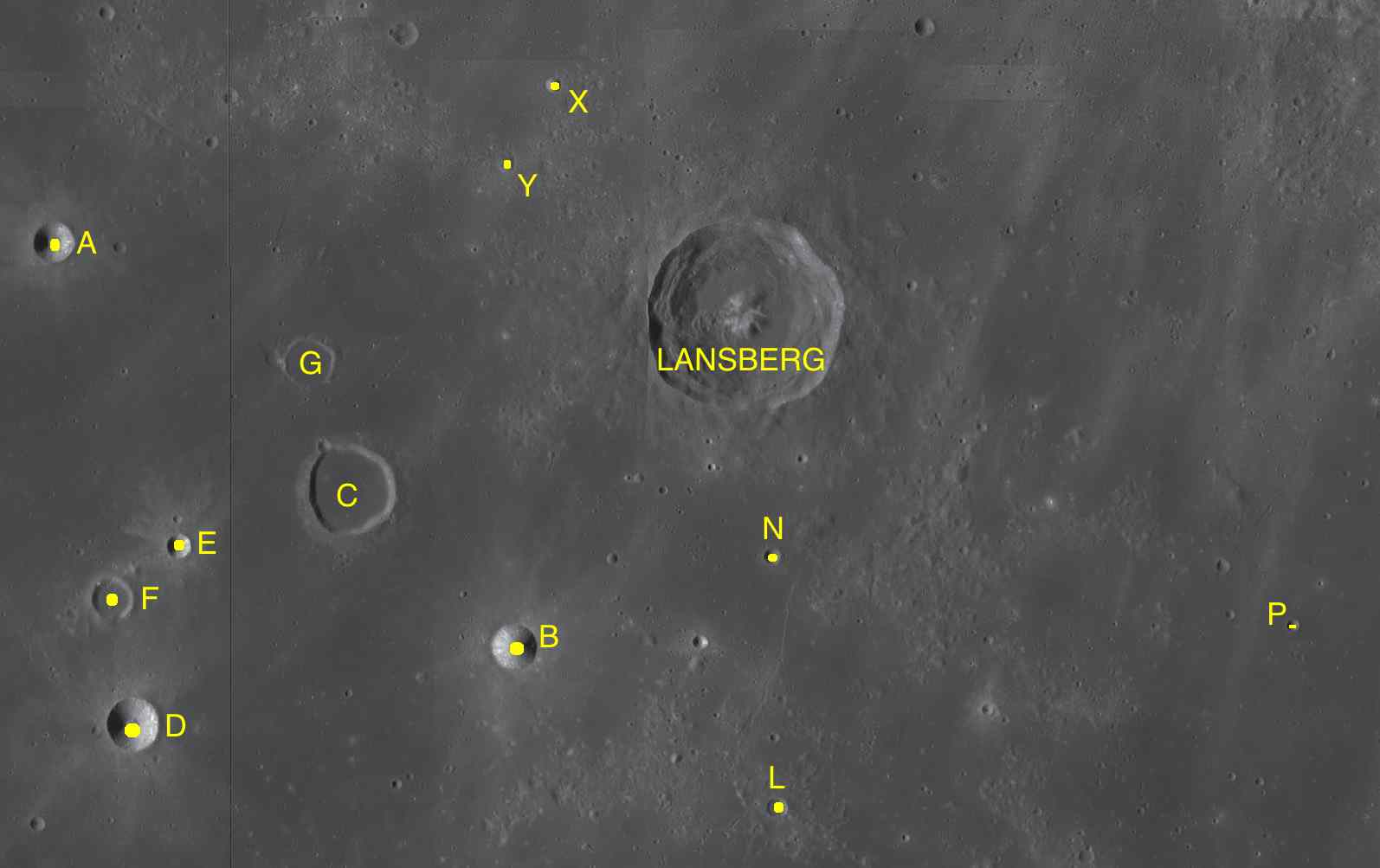
LAC-57、LAC-58、LAC-75和LAC-76拼接图.

- 卫星坑兰斯伯格 A和兰斯伯格 B已被月球和行星观测协会（ALPO）列入《带有明亮射纹系统的撞击坑列表》[7]；
- 卫星坑兰斯伯格 A和兰斯伯格 B约形成于哥白尼纪[1]；
- 卫星坑兰斯伯格 B和兰斯伯格 D已被月球和行星观测协会（ALPO）列入《内侧壁带有深色辐射纹的撞击坑列表》[8]；
- 卫星坑兰斯伯格 C约形成于晚雨海世[1]；
- 卫星坑兰斯伯格 D在月食期间曾被记录到表面温度有异常，这主要是该类月坑的地质龄较短，表面尚未形成能产生隔热作用的表岩屑覆盖层所致。

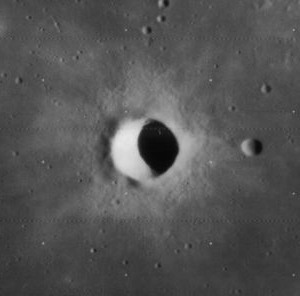
月球轨道器4号拍摄的卫星坑兰斯伯格 A
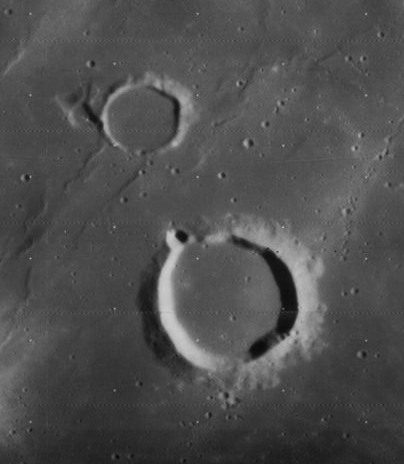
月球轨道器4号拍摄的卫星坑兰斯伯格 C（底部更大的）和兰斯伯格 G（顶部）
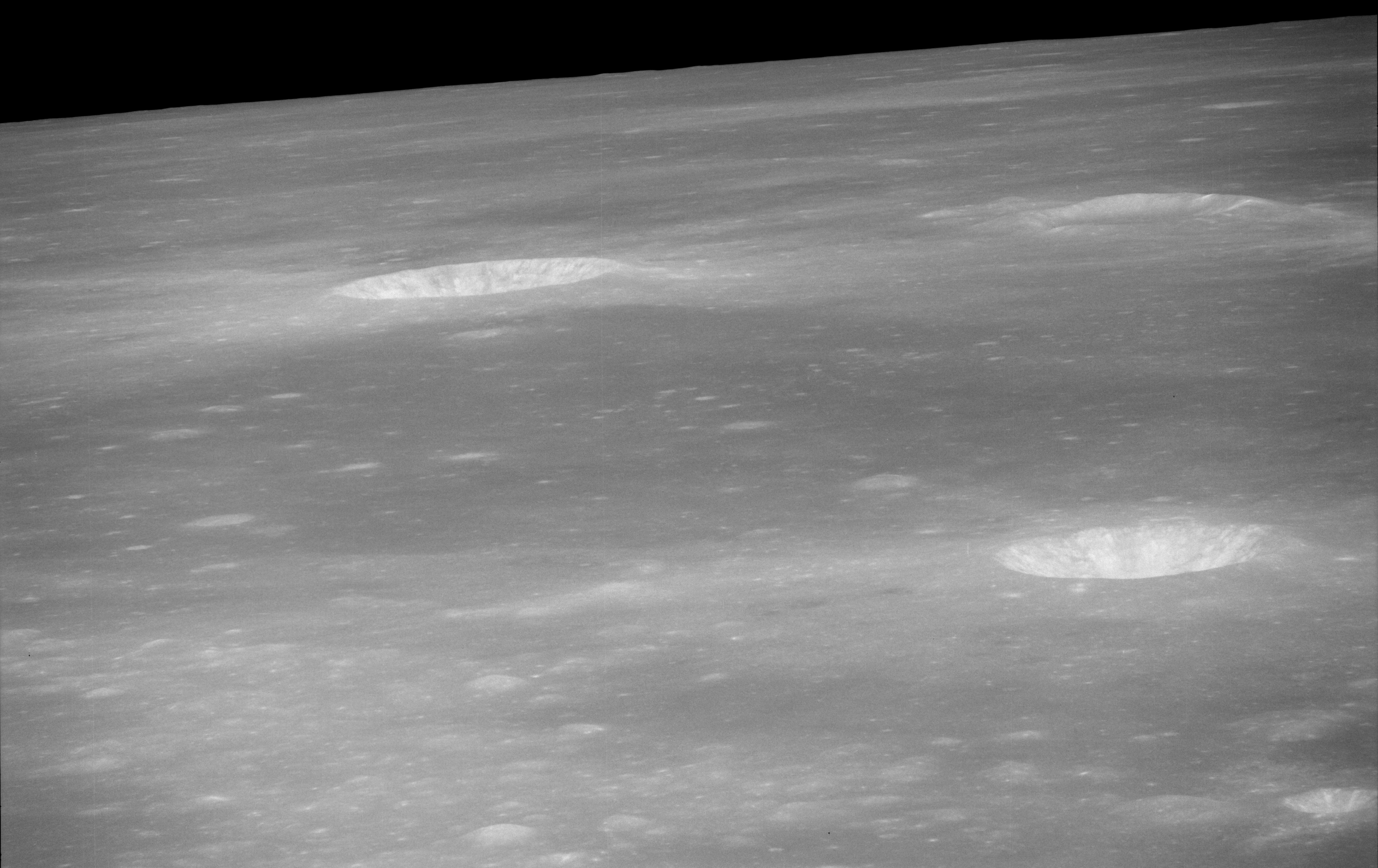
阿波罗14号拍摄的兰斯伯格 B（右下）、兰斯伯格 D（左上）和兰斯伯格 F（右上）
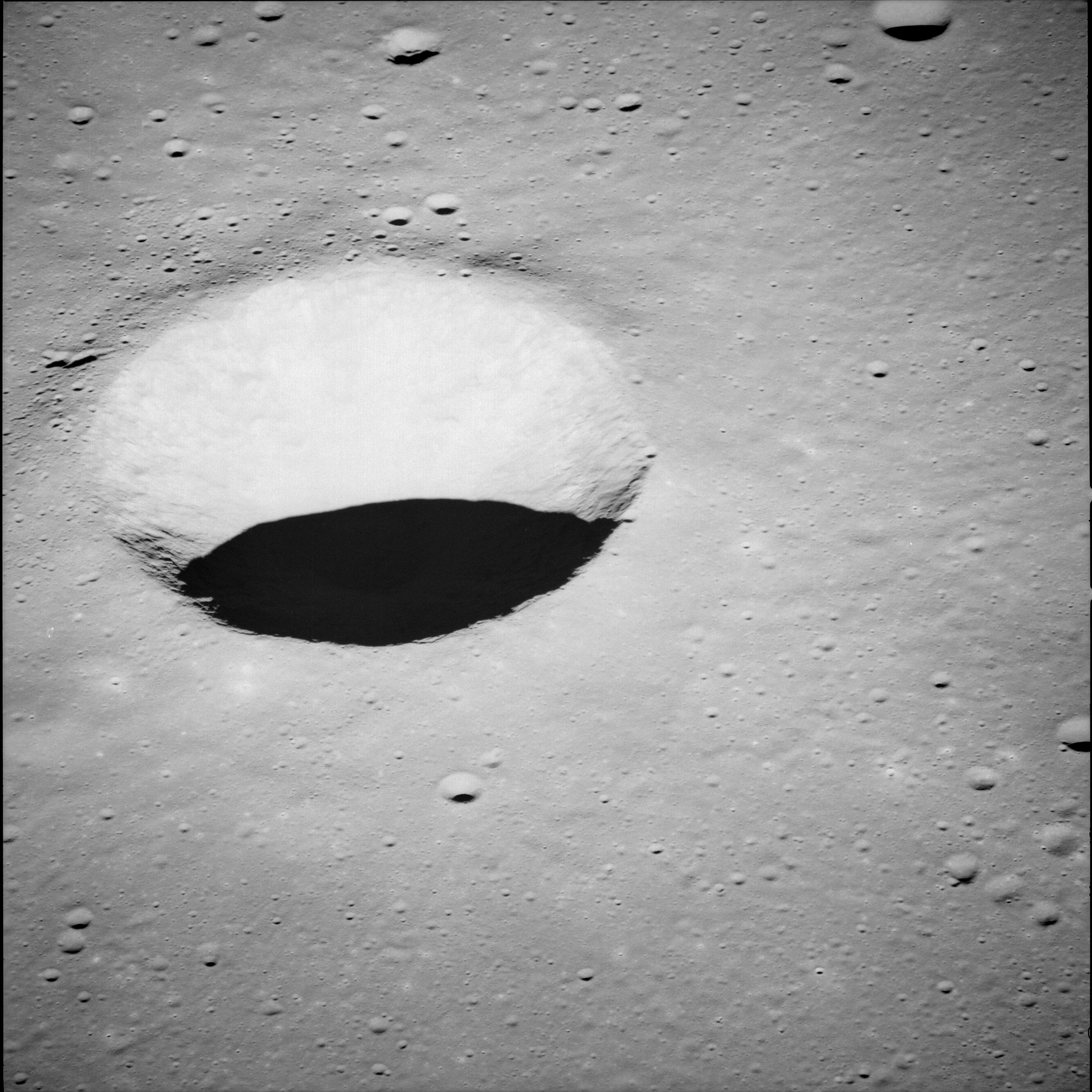
阿波罗14号拍摄的兰斯伯格 B特写
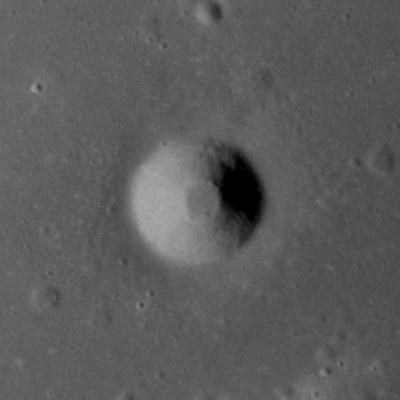
阿波罗12号拍摄的直径2公里的兰斯伯格 P，距登陆点东北仅23公里。

## 探测器着陆点

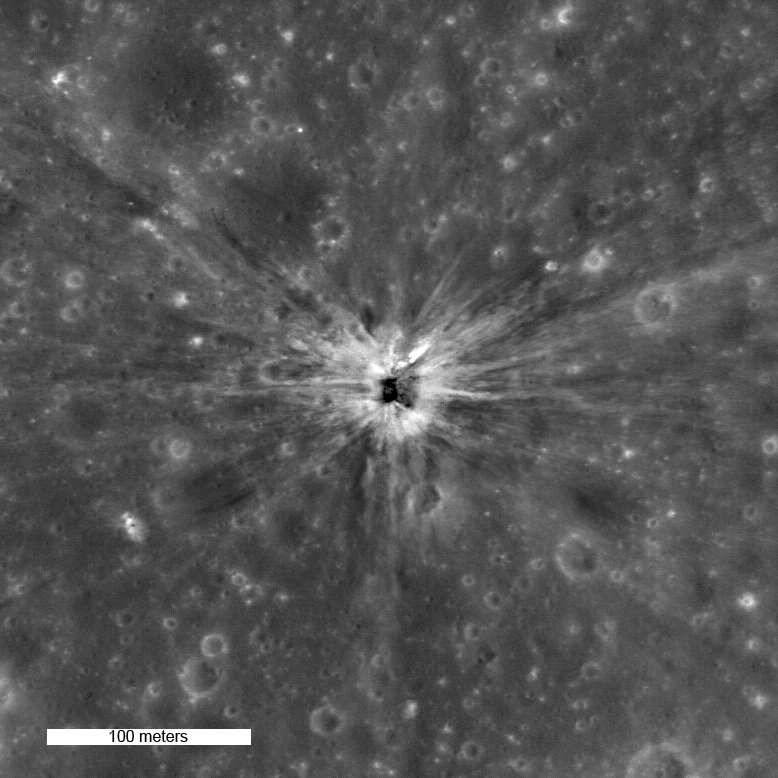
阿波罗13号第三级火箭砸出的陨坑

- 1967年4月17日，美国无人探测器勘测者3号降落在距兰斯伯格陨石坑东南约100公里处，月面坐标：2°56′S 23°20′W / 2.94°S 23.34°W；
- 1969年11月24日，阿波罗12号登月舱在距兰斯伯格陨石坑东南约100公里处着陆，月面坐标：3°00′45″S 23°25′18″W / 3.01239°S 23.42157°W；
- 1970年4月14日，运送阿波罗13号的土星5号第三级火箭在紧邻卫星坑兰斯伯格 B东侧外坡处月表上，月面坐标点：2°33′S 27°53′W / 2.55°S 27.88°W，砸出一个直径约30米的小陨坑（见右图）。

## 另请参阅
- Andersson, L. E.; Whitaker, E. A. . NASA RP-1097. 1982.
- Blue, Jennifer. . USGS. July 25, 2007  [2007-08-05]. （原始内容存档于2018-12-25）.
- Bussey, B.; Spudis, P. . New York: Cambridge University Press. 2004. ISBN 978-0-521-81528-4.
- Cocks, Elijah E.; Cocks, Josiah C. . Tudor Publishers. 1995. ISBN 978-0-936389-27-1.
- McDowell, Jonathan. . Jonathan's Space Report. July 15, 2007  [2007-10-24]. （原始内容存档于2018-12-25）.
- Menzel, D. H.; Minnaert, M.; Levin, B.; Dollfus, A.; Bell, B. . Space Science Reviews. 1971, 12 (2): 136–186. Bibcode:1971SSRv...12..136M. doi:10.1007/BF00171763.
- Moore, Patrick. . Sterling Publishing Co. 2001. ISBN 978-0-304-35469-6.
- Price, Fred W. . Cambridge University Press. 1988. ISBN 978-0-521-33500-3.
- Rükl, Antonín. . Kalmbach Books. 1990. ISBN 978-0-913135-17-4.
- Webb, Rev. T. W.  6th revised. Dover. 1962. ISBN 978-0-486-20917-3.
- Whitaker, Ewen A. . Cambridge University Press. 1999. ISBN 978-0-521-62248-6.
- Wlasuk, Peter T. . Springer. 2000. ISBN 978-1-85233-193-1.